# سانتس
شانس أو سانتس (بالفرنسية:  تُنطق [اسمع في هذا المتصفح]Saintes)‏ هي بلدية فرنسية تقع في إقليم شارنت ماريتيم في منطقة بواتو شارنت في غرب فرنسا . تطل على نهر شارنت.

## جغرافيا
سانتس هي ثاني أكبر مدينة في إقليم شارنت ماريتيم بعد عاصمته لا روشيل وتقع على نهر شارنت. تقع سانتس على بعد 474 كم جنوب غرب باريس و90 كم شمال بوردو.

## تاريخ

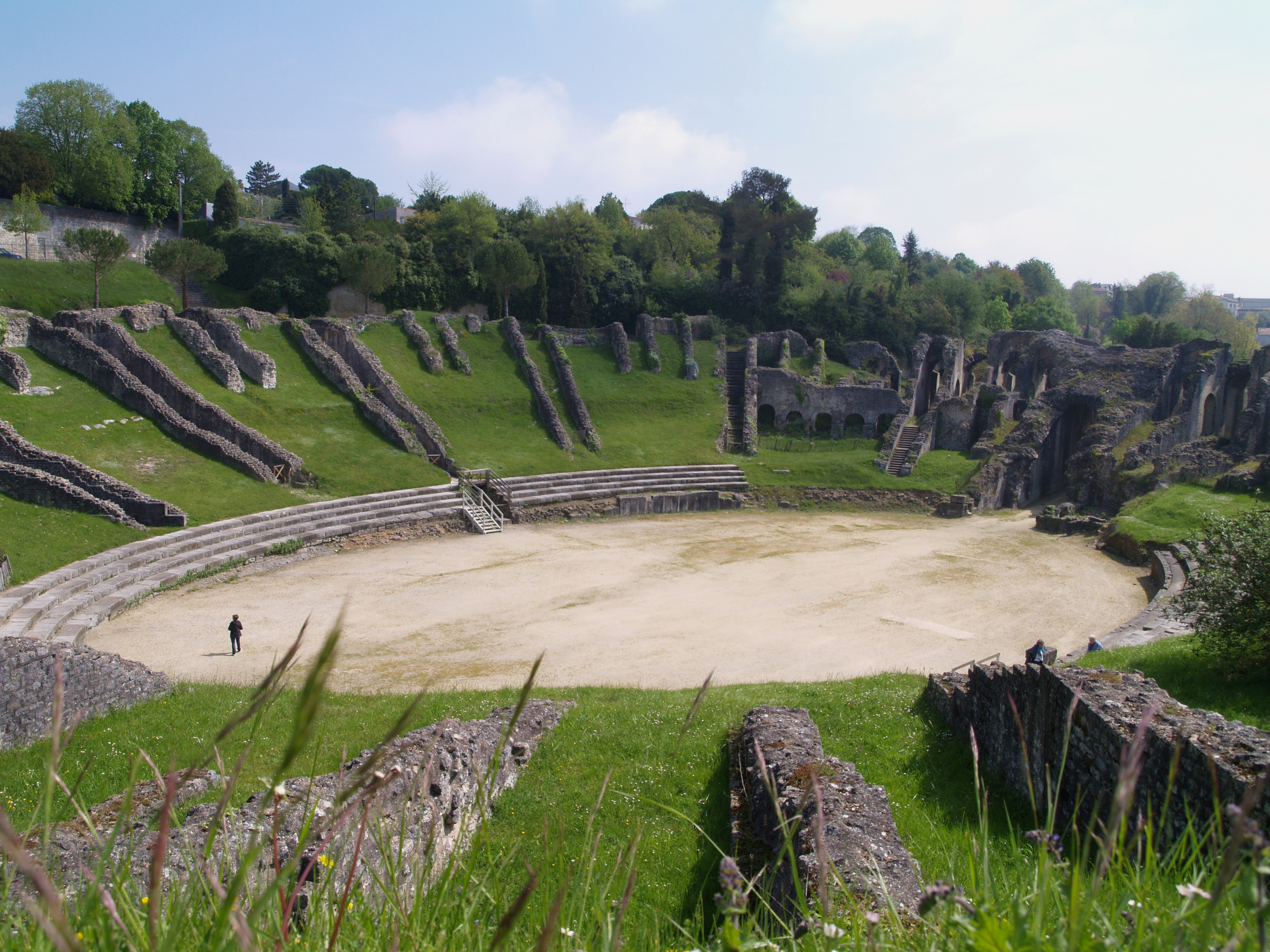
المسرح الروماني

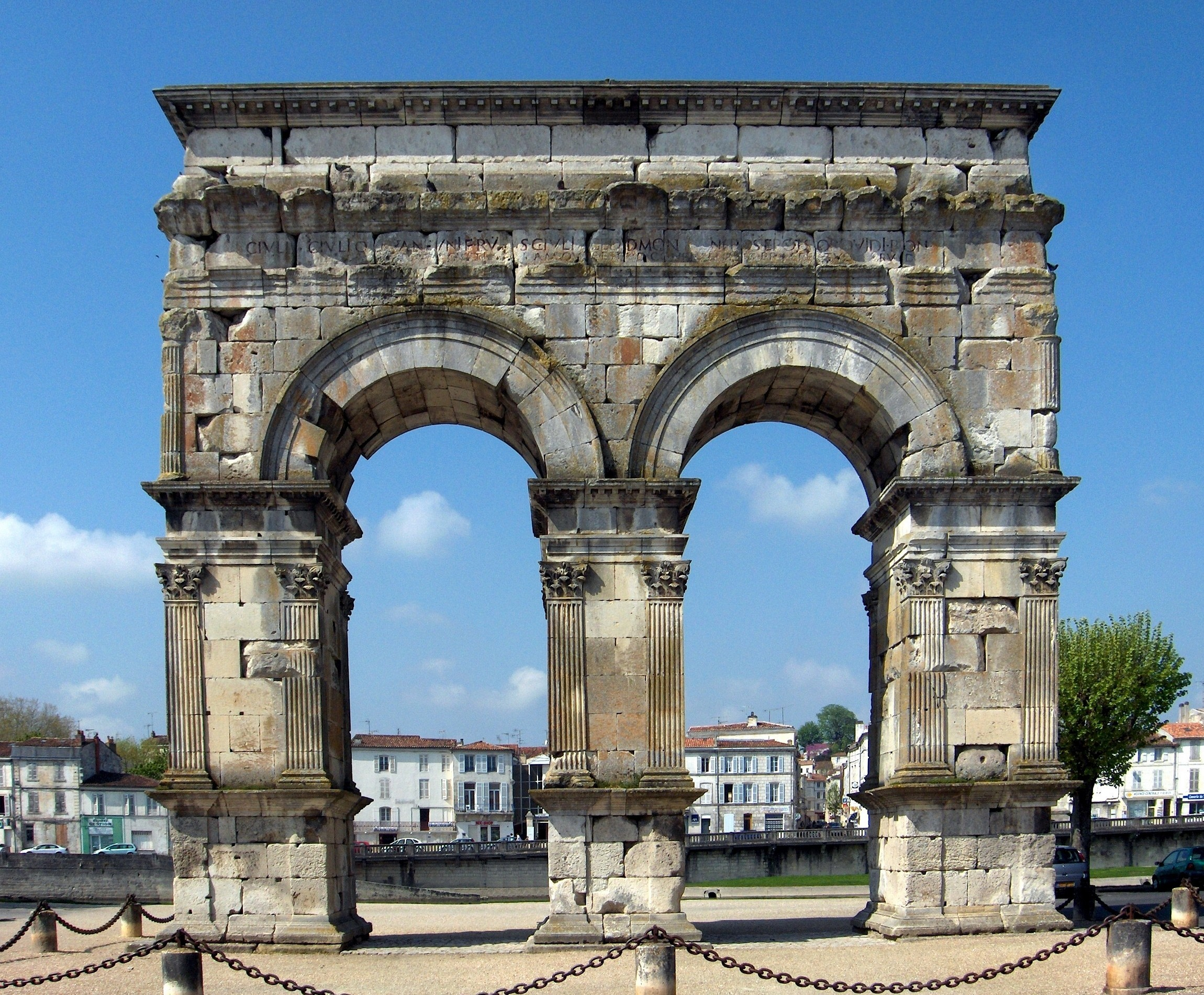
قوس النصر

في العصور القديمة تأسست المدينة بعد غزو بلاد الغال على يد الرومان، وأصبحت عاصمة أكيتانيا القديمة. في هذا الوقت تم بناء مسرح روماني وقوس النصر.
في بداية العصور الوسطى تراجعت المدينة سياسياً وجغرافياً نتيجة غزوات وأوقات فوضى. في القرن الحادي عشر تم بناء قلعة وبازيليكا ودير للسيدات بعد أن أصبحت المدينة مرحلة رئيسية على طريق القديس يعقوب إلى كاتدرائية سانتياغو دي كومبوستيلا في إسبانيا.
خضعت سانتس لحكم ملك إنجلترا وملك فرنسا بالتناوب بدء من وقت الوريثة النهائية لدوقية أكيتانيا إليانور آكيتيان (1122 – 1204) وحتى نهاية حرب المئة عام في القرن الخامس عشر بعد ما أصبحت فرنسية تماماً.
في القرن السادس عشر ومع تطوير الإصلاح البروتستانتي استضافت المدينة العديد من البروتستانت وبعض مبانيها دُمرت خلال الحروب الدينية.
خلال الثورة الفرنسية وبعد إنشاء الأقاليم في عام 1790 أصبحت سانتس عاصمة إقليمها حتى 1810. وصول السكك الحديدية في عام 1867 شجع تنمية سانتس التي أصبحت تقاطع السكك الحديدية، وهذا سمح للمدينة أن تنمو بسرعة خلال القرن العشرين.

## توأمة
لسانتس اتفاقيات توأمة مع كل من:
- كسانتن
- سالزبوري
- Nivelles [الإنجليزية]‏
- تمبكتو
- فلاديمير
- كهوف المنصورة
- ويست يونيفرسيتي بلايس

## شخصيات
- ريتشارد الأول (1157 - 1199) ملك إنجلترا كما حكم كدوق أقطانية
- روبرت جيلارد ولد في 1909 بسانتس وتوفى في 1975 بنيس وهو كاتب فرنسي، وحاصل على جائزة رينودو الأدبية عام 1942
- فرانسوا بريسون (1958 في سانتس) لاعب كرة قدم فرنسي